# Goniodiscaster integer
Goniodiscaster integer is een zeester uit de familie Oreasteridae.
De wetenschappelijke naam van de soort werd in 1931 gepubliceerd door Livingstone.